# Timo Roosen
Timo Roosen (Tilburg, 11 gennaio 1993) è un ciclista su strada olandese che corre per il Team Picnic PostNL. Professionista dal 2015, ha vinto il titolo nazionale in linea nel 2021.

## Palmarès
- 2011 (Juniores)

3ª tappa Sint-Martinusprijs Kontich (Kontich > Kontich)
- 2013 (Rabobank Development Team)

Limburgs Mooiste
Campionati olandesi universitari, Prova in linea
1ª tappa Tour de Berlin (Birkenwerder > Birkenwerder)
- 2014 (Rabobank Development Team)

3ª tappa Kreiz Breizh Elites (Le Saint > Carhaix)
- 2017 (Lotto NL, due vittorie)

2ª tappa Tour des Fjords (Gulen > Norheimsund)
Tacx Pro Classic
- 2021 (Jumbo-Visma, una vittoria)

Campionati olandesi, Prova in linea
- 2022 (Jumbo-Visma, una vittoria)

2ª tappa Vuelta a Burgos (Vivar del Cid > Villadiego)

### Altri successi
- 2014 (Rabobank Development Team)

Classifica giovani Kreiz Breizh Elites

## Piazzamenti

### Grandi Giri
- Tour de France

2016: 111º
2017: ritirato (19ª tappa)
2018: 137º
- Vuelta a España

2015: 95º

### Classiche monumento
- Milano-Sanremo

2020: 58º
2021: 79º
- Giro delle Fiandre

2016: 48º
2018: 14º
2020: 106º
2021: 96º
2022: ritirato
2025: ritirato
- Parigi-Roubaix

2016: 46º
2018: fuori tempo massimo
2019: 88º
2021: 63º
2022: 103º
2023: 91º
2025: 99º
- Liegi-Bastogne-Liegi

2022: ritirato
- Giro di Lombardia

2015: 90º

### Competizioni mondiali
- Campionati del mondo

Ponferrada 2014 - In linea Under-23: 14º
Doha 2016 - Cronosquadre: 5º
Innsbruck 2018 - Cronosquadre: 13º

### Competizioni continentali
- Campionati europei

Nyon 2014 - In linea Under-23: 13º
Trento 2021 - In linea Elite: ritirato